# Common Rider
I Common Rider sono stati un gruppo ska punk statunitense, formato nel 1999 da Jesse Michaels (chitarra e voce, ex Operation Ivy e Big Rig), Mass Giorgini (basso) e Dan Lumley (batteria). La band rappresenta uno stile molto più soft e moderato rispetto alle prime band di Michaels, che erano hardcore punk, tuttavia non manca la medesima somma di energia e passione musicale.
Il nome del gruppo è stato ripreso da un programma televisivo live action giapponese degli anni '70, Kamen Rider, il cui titolo viene tradotto dalla lingua giapponese come Cavaliere in maschera o Cavaliere mascherato.

## Storia
Il gruppo ha pubblicato due album LP e due EP. Il primo, Last Wave Rockers, è datato 1999 e distribuito dall'etichetta Lookout! Records. La stessa etichetta ha curato la pubblicazione di Thief In a Sleeping Town del 2001, al quale ha partecipato anche Billie Joe Armstrong de Green Day alla chitarra e voce di sfondo. Il gruppo ha poi pubblicato This is Unity Music nel 2002, questa volta con la Hopeless Records, e nello stesso anno ha iniziato un tour estensivo per gli Stati Uniti, partecipando al Plea For Peace Tour sponsorizzato dalla casa discografica Asian Man Records. Durante il tour, hanno suonato la chitarra per il gruppo Phillip Hill dei Teen Idols e Joe Mizzi di Detroit; entrambi avevano già collaborato anche alla pubblicazione dell'album dei Common Rider This is Unity Music. L'ultima pubblicazione del gruppo, ad aprile del 2005, è stato un album split con il gruppo punk Against All Authority, contenente quattro canzoni eliminate dal precedente album del 2002 This Is Unity Music.
Il gruppo si è sciolto nel 2003, ben prima della pubblicazione dello split. Nel 2005, il bassista e produttore Mass Giorgini è volato in Australia per registrare un album con la formazione reggae/ska di Brisbane Scarred Hope. Nello stesso periodo, ha suonato nella band Squirtgun insieme al batterista Dan Lumley. Jesse Michaels ha continuato ad esibirsi sporadicamente e a lavorare come produttore discografico ed artistico. Nel tardo 2008, ha debuttato con un nuovo gruppo chiamato Classics of Love, il cui nome deriva proprio da una canzone dei Common Rider.

## Discografia

### Album ed EP
| Anno | Titolo                                   | Etichetta                       | Note |
| 1999 | Last Wave Rockers                        | Lookout! Records / Panic Button | Album di debutto |
| 2001 | Thief in a Sleeping Town EP              | Lookout! Records                | Vinile 7" composto di quattro canzoni, la chitarra è stata suonata da Billie Joe Armstrong dei Green Day. |
| 2002 | This Is Unity Music                      | Hopeless Records                | Alle registrazioni hanno contribuito Phillip Hill, Matt Demeester, Kevin Sierzega, Jimmy Lucido, Ray Moses, Joe Mizzi, i membri dell'Alkaline Trio ed altri artisti.                                                 |
| 2005 | Common Rider/Against All Authority split | Hopeless Records                | EP split con il gruppo punk Against All Authority, che contiene quattro canzoni dei Common Rider che avrebbero dovuto essere incluse in This Is Unity Music, ma vennero scartate per quell'album all'ultimo momento. |

### Compilation
| Anno | Titolo                                            | Etichetta                       | Contributi                                     |
| 2000 | Might As Well ... Can't Dance                     | Adeline Records                 | Thief In A Sleeping Town                       |
| 2000 | Lookout! Freakout                                 | Lookout! Records / Panic Button | Carry On, Signal Signal (versione alternativa) |
| 2001 | Lookout! Freakout - Episode 2                     | Lookout! Records / Panic Button | Am I On My Own                                 |
| 2002 | Every Dog Will Have Its Day                       | Adeline Records                 | Blackbirds vs Crows                            |
| 2002 | Hopelessly Devoted To You - Volume 4              | Hopeless Records                | Small Pebble                                   |
| 2001 | 1157 Wheeler Avenue: A Memorial For Amadou Diallo | Failed Experiment               | Longshot                                       |
| 2002 | Plea For Peace / Take Action Volume 2             | Sub City                        | PSA (solo Jesse Michaels) Longshot             |
| 2003 | Operation: Punk Rock Freedom                      | Hopeless Records/Sub City       | Firewall                                       |
| 2004 | Hopelessly Devoted To You - Volume 5              | Hopeless Records                | Where The Waves Are Highest                    |